# Xenoceraspis kurseongana
Xenoceraspis kurseongana är en skalbaggsart som beskrevs av Moser 1917. Xenoceraspis kurseongana ingår i släktet Xenoceraspis och familjen Melolonthidae. Inga underarter finns listade i Catalogue of Life.